# Kleine Zandwoestijn

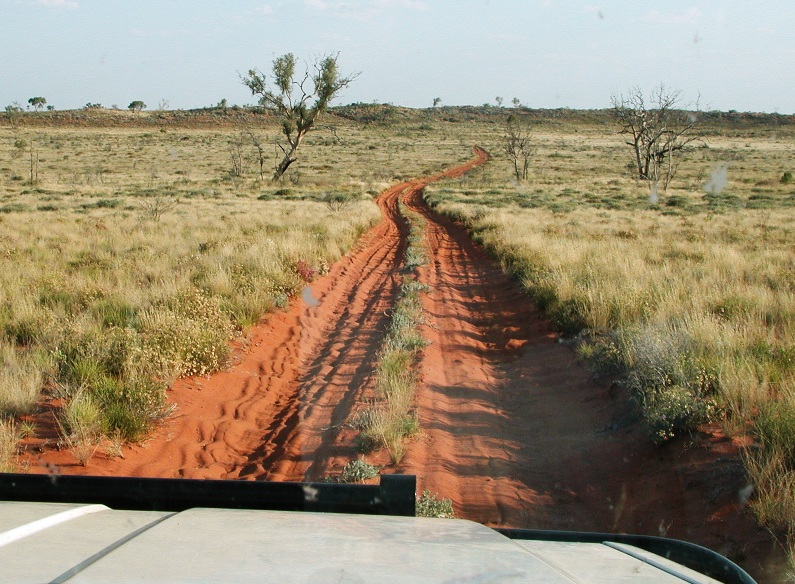
de Kleine Zandwoestijn wordt doorkruist door de Canning Stock Route

De Kleine Zandwoestijn (Engels: Little Sandy Desert) is een woestijn in West-Australië ten zuiden van de Grote Zandwoestijn en ten westen van de Gibsonwoestijn. De woestijn ligt ten westen van de Great Northern Highway. De woestijn heeft deze naam gekregen omdat hij nabij de Grote Zandwoestijn ligt. De landvormen, de flora en fauna zijn allemaal vergelijkbaar met die van de Grote Zandwoestijn. Beide woestijnen worden doorkruist door de Canning Stock Route. De Kleine Woestijn heeft een oppervlakte van 111.500 km².